# Spoorlijn 260D
Spoorlijn 260D was een Belgische industrielijn in Charleroi. De lijn liep van de aftakking Providence aan lijn 260 naar de inmiddels gesloopte hoogoven 5 en was 0,8 km lang. In het verleden heeft de lijn ook het nummer 120B gehad. 

## Aansluitingen
In de volgende plaats was er een aansluiting op de volgende spoorlijn:
Y Providence
Spoorlijn 260 tussen Monceau en Charleroi-West